# Доливной чайник
Доливной чайник — отдельный чайник для кипятка, использующийся при русской традиционной «парной подаче» чая, когда на стол ставятся два сосуда — заварочный чайник с заваркой и ёмкость для кипятка. При этом кипяток подаётся либо в доливном чайнике, либо в самоваре. По сравнению с заварочным, доливной чайник имеет большой объём — от 0,8 до 1,6 литра.
Идея оформления доливного чайника как части чайного сервиза с единым дизайном принадлежит Е. Цайзель, которая во время работы в 1930-х годах в СССР добавила доливной чайник в созданные ею для массового производства на Дулёвском заводе сервизы без названий, с внутренними обозначениями С-1 и С-2.